# Corazón artificial (maxisingle)
Corazón artificial es un maxisencillo del grupo musical Aviador Dro editado en marzo del año 1988 por el sello DRO, bajo la referencia DRO 2D-353. Se publicó también en formato sencillo promocional (Ref. DRO 1D-353) conteniendo el citado tema y el tema "El progreso es para quien lo merece".

Se trata del primer sencillo extraído del álbum Ingravidez.
Tanto los temas del maxisingle como del sencillo mencionados fueron grabados en los estudios Musitrón y producidos por la propia banda.

## Lista de canciones
| Título                 | Autor              |
| ---------------------- | ------------------ |
| Corazón artificial     | Servando Carballar |
| Juramento de fidelidad | Servando Carballar |